# اگاسایم
اگاسایم (به انگلیسی: Agaçaim) یک منطقهٔ مسکونی در هند است که در گوا واقع شده‌است.